# Ялинові насадження (заповідне урочище)
Яли́нові наса́дження — лісове заповідне урочище в Україні. Розташоване в межах Костопільського району Рівненської області. 
Площа 1,5 га. Створене рішенням Рівненського облвиконкому № 213 від 13.10.1993 року. Землекористувач: ДП «Костопільський лісгосп» (Мащанське лісництво, кв. 5, вид. 15).  
Це ділянка одноярусного сосново-ялинового лісу штучного походження. Середній вік дерев — 120 років. Діаметр ялини сягає 90-100 см. Запас 430 м³/га. Підлісок представлений ліщиною, бруслиною бородавчастою. Є підріст граба заввишки 2-3 м. У трав'яному покриві переважає квасениця звичайна, трапляються й інші види: ожика волосиста, зірочник ланцетоподібний, фіалка Рейхенбаха, чистотіл великий, осока пальчаста, щитник чоловічий та щитник шартрський, безщитник жіночий, горлянка повзуча.